# Rhamdia argentina
Rhamdia argentina är en fiskart som först beskrevs av Alexander von Humboldt 1821.  Rhamdia argentina ingår i släktet Rhamdia och familjen Heptapteridae. Inga underarter finns listade i Catalogue of Life.